# 寬帶南鰍
寬帶南鰍（學名：Schistura amplizona）為輻鰭魚綱鯉形目條鰍科南鰍屬的其中一種。分布於亞洲寮國Nam Tha與Nam Youan流域及中國雲南省洛鎖江，本魚體延長，口亞下位，具觸鬚3對，側線完整，身體淡黃色，中間有一條很淡的灰色寬條紋；體側有5-7條黑褐色寬條，尾鰭基部的黑條紋稍傾斜，背鰭具一長黑色斑點，體長可達9.1公分，棲息在河川底層水域，生活習性不明。

## 扩展阅读
維基物種上的相關：寬帶南鰍